# 나는 선생님이 좋아요
《나는 선생님이 좋아요》(원제: 토끼의 눈 일본어: 兎の眼)는 일본의 소설가 하이타니 겐지로(灰谷健次郎)의 장편소설이다.

## 줄거리
H 공업지대 안에 위치한 히메마쓰 초등학교는 근처에 쓰레기처리장이 있어 환경적으로 많은 어려움을 겪는다. 또한 대개의 학교 선생님들은 지저분하고 말썽 많은 쓰레기처리장 아이들에게 곱지 않은 시각을 가지고 있다. 대학을 갓 졸업한 신임 여교사 고다니 선생님은 처음엔 쓰레기 처리장 아이들에게 동정어린 관심과 친절함으로 다가서지만 쉽게 넘어서지 못할 벽을 느낀다.
이 아이들을 둘러싸고 선생님들끼리, 학부모끼리 대립하는 갈등 상황들이 끊임없이 이어지는 가운데, 괴짜지만 아이들의 사랑을 한 몸에 받고 있는 선배 교사 아다치 선생님에게 교사로서의 자극과 도움을 받으며 고다니 선생님은 한 사람의 진정한 교사로 거듭난다. 누구와도 어울리지 않으며 말도 않고 글도 쓸 줄 모르고, 오직 파리를 기르는 데에만 강한 집착을 보이는 데쓰조를 이해하게 되면서, 그 아이의 숨겨진 보물을 발견한 고다니 선생님은 비로소 쓰레기 처리장 아이들을 교화의 대상이나 동정을 베풀어야 할 대상이 아니라 살아있는 소중한 존재, 그 자체로 바라볼 수 있게 된다.
또한 다른 교사들이 맡기 꺼려하는 정신지체아 미나코를 자청해서 자기 반 학생으로 받아들여 반 아이들의 자발적인 협력을 얻어내면서 '모두 다 함께' 살아가는 법을 아이들과 더불어 배우고, 믿는 만큼 자라는 아이들의 무궁무진한 능력을 새삼 깨닫게 된다. 결국 문제아였던 데쓰조는 마음의 문을 열면서 말을 하게 되고 웃기도 하며 글도 쓸 줄 아이로 변하게 된다. 또한 고다니 선생님의 도움으로 파리에 대한 관심을 학습적인 면으로 발전시킨 데쓰조는 아이들과 주변 사람들에게 '파리박사'로 인정받게 되면서 보석 같은 존재로 성장한다.